# Torgeir Hauge
Torgeir Hauge (Bergen, 15 luglio 1945) è un ex calciatore norvegese, di ruolo attaccante.

## Carriera

### Club
Hauge ha giocato per il Brann in due periodi distinti: dal 1963 al 1968 e dal 1970 al 1973. Ha contribuito alla vittoria finale del campionato 1963 e del 1972. In virtù di quest'ultimo successo, il Brann ha partecipato alla Coppa delle Coppe 1973-1974: Hauge ha disputato la prima partita nella manifestazione in data 19 settembre 1973, quando è stato titolare nel successo per 0-2 in casa dello Gżira United. Nella sfida di ritorno del 3 ottobre successivo, ha segnato una rete in favore della sua squadra, contribuendo alla vittoria per 7-0 del Brann.

### Nazionale
Hauge ha rappresentato la Norvegia a livello Under-19 e Under-21. Per quanto concerne quest'ultima selezione, ha esordito in data 25 settembre 1965: è stato schierato titolare nella sconfitta per 4-1 patita contro la Danimarca. Il 17 settembre 1966 ha trovato la prima rete, nella gara persa per 3-2 contro la Svezia.

## Palmarès

### Club
- Campionato norvegese: 1

Brann: 1963
- Coppa di Norvegia: 1

Brann: 1972